# Maybelline
Maybelline ist ein US-amerikanischer Kosmetikhersteller mit Hauptsitz New York City und ein Tochterunternehmen von L’Oréal.

## Geschichte
1915 beobachtete der junge Versandunternehmer Tom Lyle Williams in Chicago, wie seine ältere Schwester Mabel ihre Wimpern mit einer Mischung aus Vaseline, Asche und Kohlenstaub zu färben versuchte. Dies gab ihm den Anstoß, eine Mascara zu entwickeln. Williams gründete im selben Jahr eine Firma, die er zu Ehren seiner Schwester Maybell Laboratories nannte. Sein erstes verkaufsfähiges Produkt Lash-Brow-Ine enthielt noch keine Farbstoffe, es sollte Wimpern und Augenbrauen einen seidigen Glanz verleihen und angeblich ihr Wachstum fördern. Das kleine Versandunternehmen schaltete die erste Werbung für Lash-Brow-Ine in der Zeitschrift Photoplay, später auch Anzeigen in anderen Zeitschriften. Ab 1917 verkaufte Williams ein trockenes Produkt mit dem Namen Maybelline, das in den Farbtönen Braun und Schwarz angeboten wurde. Die Kundinnen mussten die feste Masse anfeuchten und dann die gefärbte Flüssigkeit mit einer kleinen Bürste auf ihre Wimpern und Augenbrauen übertragen.
1923 wurde Williams’ Firma Maybell Laboratories in Maybelline umbenannt. Der Erfolg der Firma wuchs, 1924 folgte der Umzug in größere Geschäftsräume in Chicago. 1925 wurde auch eine flüssige, wasserfeste Version von Maybelline angeboten, ebenfalls in den Farben Braun und Schwarz, die kleine Bürste wurde mitgeliefert. 1929 kamen Augenbrauenstifte in Braun und Schwarz hinzu, außerdem Lidschatten in den Farben Blau, Schwarz, Braun und Grün, 1930 auch in Violett.
Wegen der überragenden Nachfrage – Frauen verlangten in lokalen Drogerien nach Maybelline-Produkten – veröffentlichte die Firma im Jahr 1932 den „Cake Mascara“ in Einzelhandelsgeschäften. Dieser Mascara-Stein wurde von dem Kosmetikkonzern Max Factor entwickelt.
In den 1960er Jahren führt der Konzern den „Ultra Lash“, eine Weiterentwicklung des Mascaras, weltweit ein. Dieser Ultra Lash befand sich in einem Fläschchen mit Spiralbürste. Im Jahr 1971 erscheint mit dem „Great Lash“ Mascara das erfolgreichste Produkt von Maybelline. In den 1970er Jahren wird das Produktangebot mit Make-up sowie Nagellackserien erweitert.
Im Jahr 1996 wurde die Firma von dem französischen Kosmetikkonzern L’Oréal erworben. Seither zählt Maybelline Jade zu dessen Marken.

## Models
Maybelline setzt regelmäßig bekannte Models oder auch Schauspielerinnen für Werbekampagnen ein, darunter beispielsweise Julia Stegner, Adriana Lima, Josie Maran, Christy Turlington, Deepika Padukone, Sarah Michelle Gellar, Crystal Reed, Erin Watson und Gigi Hadid.